# Evolvulus corumbaensis
Evolvulus corumbaensis là một loài thực vật có hoa trong họ Bìm bìm. Loài này được Hoehne mô tả khoa học đầu tiên năm 1922.